# Akuma no Riddle
Akuma no Riddle (悪魔のリドル Akuma no Ridoru?, lit. Incógnita sobre la historia del demonio) es una serie de manga japonesa escrita por Yun Kōga e ilustrada por Sunao Minakata. Ha sido serializado en la revista Newtype de la editorial Kadokawa Shoten desde septiembre de 2012. Una adaptación a serie de anime, producida por el estudio Diomedéa, comenzó su emisión el 3 de abril de 2014 y finalizó el 19 de junio de ese año. El anime ha sido licenciado por Funimation para su transmisión América del Norte y por Madman Entertainment en Australia.

## Argumento
La historia se desarrolla en la Academia Myoujou, un internado privado solo para chicas. Todo sería normal en dicha institución, de no ser porque todas los estudiantes de la clase de 10° grado, son en realidad sicarios encubiertos, que tienen como meta tomar la vida de Ichinose Haru. Tokaku Azuma es una estudiante recién transferida, quien también es una asesina con el objetivo de encargarse de Haru, pero poco a poco comienza a tener sentimientos por la “presa”.

## Personajes
Tokaku Azuma  (東 兎角 Azuma Tokaku?)
Seiyū: Ayaka Suwa
El personaje principal. Tokaku es una chica fría y distante, que incluso a primera vista tiene la apariencia de una asesina. Ella proviene de la infame familia Azuma, una familia temida de asesinos calificados. Le disgusta cuando otras personas tratan de acercarse a ella, especialmente odia ser llamada por su nombre de pila por lo que Haru al comprender esto la llama "Tokaku-san". Ella es hábil con el uso de cuchillos, y tiene reflejos excepcionalmente rápidos. Pronto se revela que Azuma nunca ha matado a nadie antes a pesar de poseer habilidades muy útiles como asesino, esto debido a la influencia de su madre y su tía que querían que no se convirtiera en una asesina. Durante su tiempo en el grupo negro, Tokaku se convierte en la protectora de Haru, por razones que ella misma no sabe. Al final ella termina reanudando su intento de asesinar a Haru con el fin de saber con certeza si su deserción ha sido un ejercicio de propia y libre voluntad todo el tiempo, para así demostrar no estar influenciada inconscientemente por la capacidad de "abeja reina" de Haru. Ella la apuñala con éxito, sólo para expresar lamentablemente al final su deseo de estar con ella. Sin embargo, Haru termina sobreviviendo al ataque, lo que lleva a la expulsión de Tokaku de la clase del grupo negro. Después de la graduación de Haru, Tokaku ahora entiende que su atracción hacia ella no tiene nada que ver con la habilidad manipuladora y terminan reuniéndose juntas.
Haru Ichinose (一ノ瀬 晴 Ichinose Haru?)
Seiyū: Hisako Kanemoto
El segundo personaje principal. Haru es una chica brillante y la más alegre en la clase del grupo negro. Ella aspira a convertirse en amiga de todas. Se muestra amable con todos, sin falta hasta que se vuelven hostiles con ella. Haru es el objetivo a asesinar por todos en la clase y está consciente de eso. Se verá más adelante que tiene cicatrices extrañas en todo su cuerpo, esto debido al historial de intentos para asesinarla.  Además posee una habilidad, exclusivo de su clan, conocido como la habilidad "abeja reina", que atrae, controla y manipula a la gente, así como la forma en que una abeja reina controla sus abejas obreras. Esta capacidad es la razón por la qué se creó el grupo negro, como un rito de iniciación para ver si era capaz de convertirse en el "Primer" (personas con esta habilidad) más reciente de su clan. Se da a entender que Tokaku se convirtió en su protectora debido a esta capacidad (aunque inconscientemente) también. Tokaku tras el descubrimiento de la capacidad de abeja reina de Haru reanuda su intento de asesinarla. Haru intenta influenciada por la resolución de graduarse del grupo negro con vida, defenderse, pero sin éxito. A pesar de haber sido apuñalada en el corazón por Tokaku, sobrevive por una placa de titanio implantado anteriormente como consecuencia de una cirugía previa, y por lo tanto se convierte en la única participante en la ceremonia de graduación de la clase del grupo negro. Según su deseo, se le permite salir de su clan y vivir una vida normal. Con los diplomas de sus compañeras en sus manos, se le unen junto con Tokaku y se embarca en un viaje para entregarlos personalmente.
Nio Hashiri (走り 鳰 Hashiri Nio?)
Seiyū: Yoshino Nanjō
Nio es una chica enérgica y optimista con un don para asomarse en negocios ajenos. A pesar de ser una parte del grupo negro, ella también está afiliada a la academia de alguna manera, trabajando para la directora Yuri Meichi. Ella siempre se ve vistiendo trajes de cuerpo completo con el fin de ocultar los grandes tatuajes en forma de aves que lleva en buena parte de su cuerpo. Se reveló que ella pertenece de la infame familia Kuzunoha, una familia temida de asesinos expertos en utilizar ilusiones. Sin tener parientes, Nio conoció a la directora Yuri, y llegó a estar fascinada por ella, prometiendo renunciar a toda su vida solo para servirle. Yuri luego la tomó y Nio cambió su apellido de "Kuzunoha" a "Hashiri". Más tarde intenta asesinar a Haru usando un disfrazar que la hacía ver idéntica a Tokaku pero resulta derrotada en última instancia. Ella sobrevive al apuñalamiento, y en el monólogo felicita a Haru lanzándole desde lo alto una rosa blanca por haberse graduarse del grupo negro.
Otoya Takechi (武智 乙哉 Takechi Otoya?)
Seiyū: Manami Numakura
Compañera de cuarto de Shiena Kenmochi y ocupando el 8.º asiento en la clase, ella es apodada "Jack el Destripador del siglo 21" fuera de la academia Myōjō por sus travesuras de asesina en serie, Takechi Otoya es una sádica que oculta su verdadera naturaleza bajo la apariencia de una chica extremadamente juguetona. Su principal obsesión es con las tijeras, que lleva en una bolsa alrededor de su cintura. Su razón para querer matar a Haru Ichinose es para poder "obtener un seguro de asesino en serie", y así continuar con su serie de asesinatos sin ningún temor a ser capturada por la policía. Ella es el primer miembro del grupo negro en ser expulsada al fallar la misión. Ella más tarde se escapa de la cárcel y trata de atacar de nuevo a Haru, pero su plan resulta frustrado por la actuación de Sumireko al hacerla participar en su fiesta de té, para luego ser capturada otra vez por Nio. En el epílogo se la ve cumpliendo su condena en la cárcel.
Kōko Kaminaga (神長 香子 Kaminaga Kōko?)
Seiyū: Haruka Yoshimura
Es una chica con gafas que desde su aparición en el curso insiste en ser la "representante" de todo el grupo negro ocupando el 3.er asiento. Kaminaga es una chica tranquila y un tanto fría, cuyo promedio fue el mejor de la clase. De niña estuvo en un orfanato religioso llamado "Casa-Hogar Clover" que era la fachada de una organización terrorista donde se entrenaba a los niños para el asesinato. En el anime se explica que en un trabajo por error al mal programar un carro bomba termina matando a su superior Irena, hecho que la marca emocionalmente haciéndola pensar que a pesar de la formación no está hecha para la vida de un asesino, ya que Irena, un ser especial en su vida, la única que la ayudaba y apoyaba le decía que era mejor no aprender el arte de asesinar; según palabra de Kaminaga "fue la única que la salvó".  Su razón para querer matar a Haru Ichinose es contradictoriamente "dejar de matar, de ser un asesino a sueldo", ya que si fallará regresaría a la organización, hecho que le trae angustia haciéndola pensar que sería mejor morir. Su principal arma son las granadas, aunque también carga un cuchillo y una pistola. Ella es el segundo miembro del grupo negro en ser expulsada al fallar la misión. Su compañera de cuarto fue Suzu Shutō.  En el epílogo se ve que logra escapar pero a su vez es perseguida por la organización terrorista que la tenía a su servicio.
Haruki Sagae (寒河江 春樹 Sagae Haruki?)
Seiyū: Fumiko Uchimura
Haruki es una chica medio marimacho que siempre se muestra comiendo palitos de chocolate y la ocupante del 6.º asiento. Es la típica estudiante perezosa que duerme en clase y siempre está en busca de emociones, a pesar de eso, es muy sensible cuando se trata de su familia, la cual está compuesta principalmente de hermanos. Su razón y recompensa para querer matar a Haru Ichinose es "obtener dinero suficiente para mejorar la condición de su familia y así más nunca pasar hambre". Ella es el tercer estudiante del grupo negro en ser expulsada al falla la misión. Compartió cuarto con Isuke Inukai. En el epílogo se le ve como obrera en una construcción.
Shiena Kenmochi  (剣持 しえな Kenmochi Shiena?)
Seiyū: Yūki Yamada
Joven con gafas, antigua compañera de cuarto de Otoya Takechi, parece adorar el teatro y ocupa el 5.º asiento. Es aplicada, aunque un poco torpe con respecto a sus gafas. El día anterior a la obra decidió mandarle la tarjeta a Ichinose, pero se encontró con Kirigaya, la cual la envenenó. Como la tarjeta ya había sido escrita, Nio declaró que Shiena estaba fuera de juego. Se desconoce su deseo. Es la cuarta en ser expulsada del grupo negro y la única que no tiene ending propio.  En el epílogo se la ve haciendo de hacker con el objetivo de hacer público todos los secretos de la academia Myōjō.
Hitsugi Kirigaya (桐ヶ谷 柩 Kirigaya Hitsugi?)
Seiyū: Mami Uchida
De apariencia más joven que el resto, Kirigaya es confundida siempre al principio por una estudiante de primaria y ocupa el 4.º asiento. Mantiene una muy buena relación con Chitaru Namatame, ya que la ayudó al guiarla hasta la academia. Se descubre que es una asesina conocida por el nombre de "Angel Trompet". Envenena a Shiena Kenmochi, provocando su expulsión del "juego", y durante la obra confiesa a Chitaru, mientras esta pelea con Tokaku, que ella es quién busca. En el acto final de la obra, al ver que Chitaru es incapaz de apuñalarla, se clava el cuchillo por voluntad propia, por ende es la quinta del grupo negro en salir. Se conoce por Nio que su deseo era escapar de todo con Chitaru Namatame, la cual fue su compañera de cuarto (aunque su deseo inicial antes de conocer Chitaru nunca fue claro). En el epílogo se ve que no murió por la puñalada, acompañando a una Chitaru en estado de recuperación por los efectos del veneno.
Chitaru Namatame (生田目 千足 Namatame Chitaru?)
Seiyū: Sachika Misawa
Chitaru es una joven de hermosas proporciones, y de apariencia mayor al resto del grupo. Ella ocupa el 9.º asiento. Desde el principio deja claro que su objetivo no es Haru Ichinose, y acaba declarando que necesita encontrar a un asesino conocido por el nombre de "Angel Trompet", causante de la muerte de la hija de su maestra. En un principio cree que Ichinose es este asesino, pero tras la declaración de Kirigaya, decide apuñalarla ya que son enemigas por naturaleza. Al no verse capaz, y tras "morir" Kirigaya por auto apuñalarse, se suicida bebiendo un veneno que esta escondía en su osito de peluche, por ende es la sexta del grupo negro en salir. Fue compañera de cuarto de Hitsugi Kirigaya. En el epílogo se demuestra que no murió por haberse envenenado teniendo de acompañante a Hitsugi mientras se recupera en la cama de un hospital.
Suzu Shutō  (首藤 涼 Shutō Suzu?)
Seiyū: Chika Anzai
Antigua compañera de cuarto de Kōko Kaminaga, es una chica de carácter agradable, ella ocupa el 7.º asiento. En el séptimo capítulo de la serie, dice haber descubierto una piscina privada y que la ha reservado para el grupo negro. En los vestuarios le coloca una bomba en el cuello a Haru Ichinose, y advierte a Azuma que solo tiene hasta la media noche para quitársela, o si no morirá. Explica que había repartido anteriormente cuatro cartas por todo el lugar, y que estas cartas contenían los números que formaban la clave para desactivar la bomba. Se descubre que su cumpleaños es el 14 de julio, y cuando Nio le pregunta que cual quiere que sea su premio si logra asesinar a Haru, ella contesta que "desea envejecer y morir" averiguándose así que padece del Síndrome de Highlander, el cual le impide envejecer. A pesar de su original método de asesinato, Shutō Suzu es expulsada al conseguir Azuma liberar a Haru de la bomba, siendo así la séptima del grupo en salir. En el epílogo se la ve visitando la tumba de quién fuera su amado, despidiéndose por última vez y pensando en dejar el pasado atrás y centrarse es su futuro viviéndolo al máximo.
Mahiru/Shin'ya Banba (番場 真昼・真夜 Banba Mahiru/Shin'ya?)
Seiyū: Yuka Ōtsubo
Compañera de cuarto de Sumireko Hanabusa y ocupando el 12.º asiento, Mahiru es una chica tímida, indefensa y fácil de intimidar que a menudo tiene problemas para habla por sí misma. Sin embargo, cuando el sol se pone, su personalidad se alterna a la de Shin'ya que es todo lo contrario debido a su agresividad y peligrosidad, quedando en evidencia un trastorno de identidad disociativo. Resulta que a pesar de parece ser hostil e inestable, Shin'ya actúa bajo las órdenes y deseos de Mahiru, dando a entender que Mahiru es de hecho la más inestable de los dos, aparte de que es demasiado tímida para llevar a cabo los crímenes por lo que de esto se encarga Shin'ya.  Los nombres de Mahiru y Shin'ya también tienen significados polares opuestos, con Mahiru (真 昼) que significa ser "medio día" y Shin'ya (真 夜) con significado de "noche completa". La doble personalidad de Mahiru fue creada como protección debido al abuso infantil sufrido, implícita de naturaleza sexual que involucró flashes fotográficos que dejaron su miedo de la luz brillante; esta es la razón por Shin'ya sólo sale por la noche y es sensible a la luz brillante. Ella obtuvo la cicatriz en el lado derecho de la cara de cuando mató a su abusador. Shin'ya se preocupa profundamente por Mahiru y trata de que se sienta protegida y feliz. Ninguna de las personalidades tienen un deseo a cumplir matando a Haru, puesto que ya concedió cuando Haru le compartió un regalo hecho a mano a Mahiru, objeto que atesora. El arma de Shin'ya es un gran mazo que tiene que arrastrar. Ella se une con Isuke Inukai para asesinar a Haru, pero termina siendo traicionada al final por esta siendo golpeada y quedando inconsciente, convirtiéndose así en la octava alumna del grupo negro en ser expulsada. En el epílogo se ve a una Mahiru que no le tiene miedo más a la luz; pierde su segunda personalidad no sin antes haber llegado a un acuerdo con esta mientras reflexiona y observa un paisaje abierto.
Isuke Inukai (犬飼 伊介 Inukai Isuke?)
Seiyū: Azumi Asakura
Sentándose en el 2.º asiento se muestra como una estudiante de cuerpo voluminoso, Isuke es una chica verdaderamente sádica, contundente y rápida para expresar su opinión. Le gusta mandar a otras personas, tales como el de hacer que Haruki la llame "Isuke-sama". Su familia sin vinculación sanguínea con ella está conformada por padres homosexuales. Cuando era más joven Isuke fue objeto de violencia infantil por parte su verdadera familia, y su padre (madre para ella) adoptivo la rescató dándoles muerte, pero sin poder salvar a su hermano. Ella es competente en la lucha con cuchillo. Su razón y recompensa para querer matar a Haru es "dinero para que ella y sus padres puedan retirarse". Se une junto con Shin'ya para la tarea del asesinato, pero más tarde termina traicionándola. Cuando está a punto de cumplir su objetivo es neutralizada por Tokaku, dejándola incapacitada y amordazada, convirtiéndose así en la novena alumna del grupo negro en ser expulsada. Fue compañera de cuarto de Haruki Sagae. En el epílogo se la ve disfrutando en un resort de playa junto a sus padres, siendo consolada por su "madre" por no haber podido matar a su presa.
Sumireko Hanabusa (英 純恋子 Hanabusa Sumireko?)
Seiyū: Miho Arakawa
Compañera de cuarto de Mahiru/Shin'ya Banba, ella se sienta en el 11.º asiento de la clase, Hanabusa es una chica sofisticada con una apariencia tranquila, hija del presidente de una compañía del mismo apellido. Se puso de manifiesto que, al igual que Haru, había sido blanco de intentos de asesinato la mayor parte de su vida, y había perdido sus extremidades en uno de esos ataque. Estas extremidades fueron reemplazadas con poderosas partes robóticas que puede ser intercambiada por varios gadgets y armas, lo que la hace una especie de cyborg. Para cumplir su plan invita a Haru a una fiesta de té para intentar atacarla, con ganas de demostrar que ella es la "reina" más fuerte, su deseo. Acaba "supuestamente"  muerta cuando Haru la deja caer al vacío desde la parte más alta de la academia. Ella es la décimo y última estudiante removida del grupo negro. En el epílogo se demuestra que no murió por la caída, viviendo con el nuevo deseo de dedicarse a la cocina. El creador de la serie ha declarado que Sumireko está enamorada de su compañera de cuarto, Banba.
Kaiba ((カイバ?)
Seiyū: Tomokazu Sugita
Un misterioso hombre que tiene lazos con Tokaku. Él le envía periódicamente a Tokaku sus enigmas a través de mensajes de texto. Más tarde él le explica a Tokaku que los enigmas mandados no tenían respuesta, dándole a ella el albedrío de decidir como actuar; una forma de entrenarla mientras ella busca las respuestas por sí misma.
Ataru Mizorogi (溝呂木 辺 Mizorogi Ataru?)
Seiyū: Takahiro Sakurai
El maestro del grupo negro, es una persona normal sin conocimiento de que las chicas a las que enseña son asesinas. Cada vez que una estudiante es expulsada después de no poder matar a Haru, éste les dice a las demás que el estudiante fue transferido debido a circunstancias desconocidas.
Yuri Meichi (目一 百合 Meichi Yuri?)
Seiyū: Yoshiko Sakakibara
Presidenta de la Academia Myōjō y supervisora del grupo negro, miembro del mismo clan de Haru. Ella monta el grupo negro con el fin de probar si Haru podría sobrevivir contra doce asesinos a fin de despertar su capacidad "abeja reina" y ganar su estatus como la más nueva "Primer" del clan. Yuri es también la cuidadora de Nio, habiéndola tomado su desde el clan Kuzunoha, se dice que salvo a Nio utilizando su propia capacidad de abeja reina.

## Lanzamiento

### Manga
Escrito por Yun Kōga e ilustrado por Sunao Minakata, la serie ha sido serializada en la revista Newtype de la editorial Kadokawa Shoten desde septiembre de 2012. El primer volumen (tankōbon) fue publicado el 9 de julio de 2013; el segundo siguió para el 10 de marzo de 2014.

### Anime
Una serie de anime producida por el estudio Diomedéa comenzó a transmitirse el 3 de abril de 2014. Keizō Kusakawa está dirigiendo la serie, Kiyoko Yoshimura está escribiendo los guiones, Naomi Ide se desempeña como diseñador de personajes y director en jefe de animación basado en los diseños originales de Sunao Minakata, entretanto Yoshiaki Fujisawa se encarga de la música. El anime ha sido licenciado por Funimation en América del Norte y por Madman Entertainment en Australia. El tema de apertura es "Sōshō Innocence" (創傷イノセンス, "Wound Innocence") por Maaya Uchida, al contrario de la música de apertura, los temas de cierre varían en cada capítulo y no se repiten, interpretados por las distintas seiyuus del elenco de personajes.

#### Música
| Episodio | Tema                                                    | Intérprete                   | Personaje                           |
| -------- | ------------------------------------------------------- | ---------------------------- | ----------------------------------- |
| 1        | "Paradox" (パラドクス, "Paradokusu")                    | Ayaka Suwa                   | Tokaku Azuma                        |
| 2        | "Kinō, Kyō, Ashita" (昨日、今日、明日)                  | Hisako Kanemoto              | Haru Ichinose                       |
| 3        | "Concentration"                                         | Manami Numakura              | Otoya Takechi                       |
| 4        | "Across the Fate"                                       | Haruka Yoshimura             | Kōko Kaminaga                       |
| 5        | "Dōtte kotonai Sympathy (どうってことない sympathy)"    | Fumiko Uchimura              | Haruki Sagae                        |
| 6        | "Poison Me"                                             | Mani Uchida y Sachika Misawa | Hitsugi Kirigaya y Chitaru Namatame |
| 7        | "Suzukaze" (すずかぜ)                                   | Chika Anzai                  | Suzu Shutō                          |
| 8        | "Mayonaka no Tōbō" (真夜中の逃亡)                       | Yuka Ōtsubo                  | Mahiru/Shin'ya Banba                |
| 9        | "Tenshi no Smile♥" (天使のスマイル♥ Tenshi no Sumairu♥) | Azumi Asakura                | Isuke Inukai                        |
| 10       | "Inochi no Karakuri" (イノチノカラクリ)                 | Miho Arakawa                 | Sumireko Hanabusa                   |
| 11       | "Survival"                                              | Yoshino Nanjō                | Nio Hashiri                         |
| 12       | "Queen"                                                 | 10º Año/Grupo negro          | 10º Año/Grupo negro                 |
| 13 (OVA) | "The Last Party"                                        | 10º Año/Grupo negro          | 10º Año/Grupo negro                 |